# Dschewat Kara

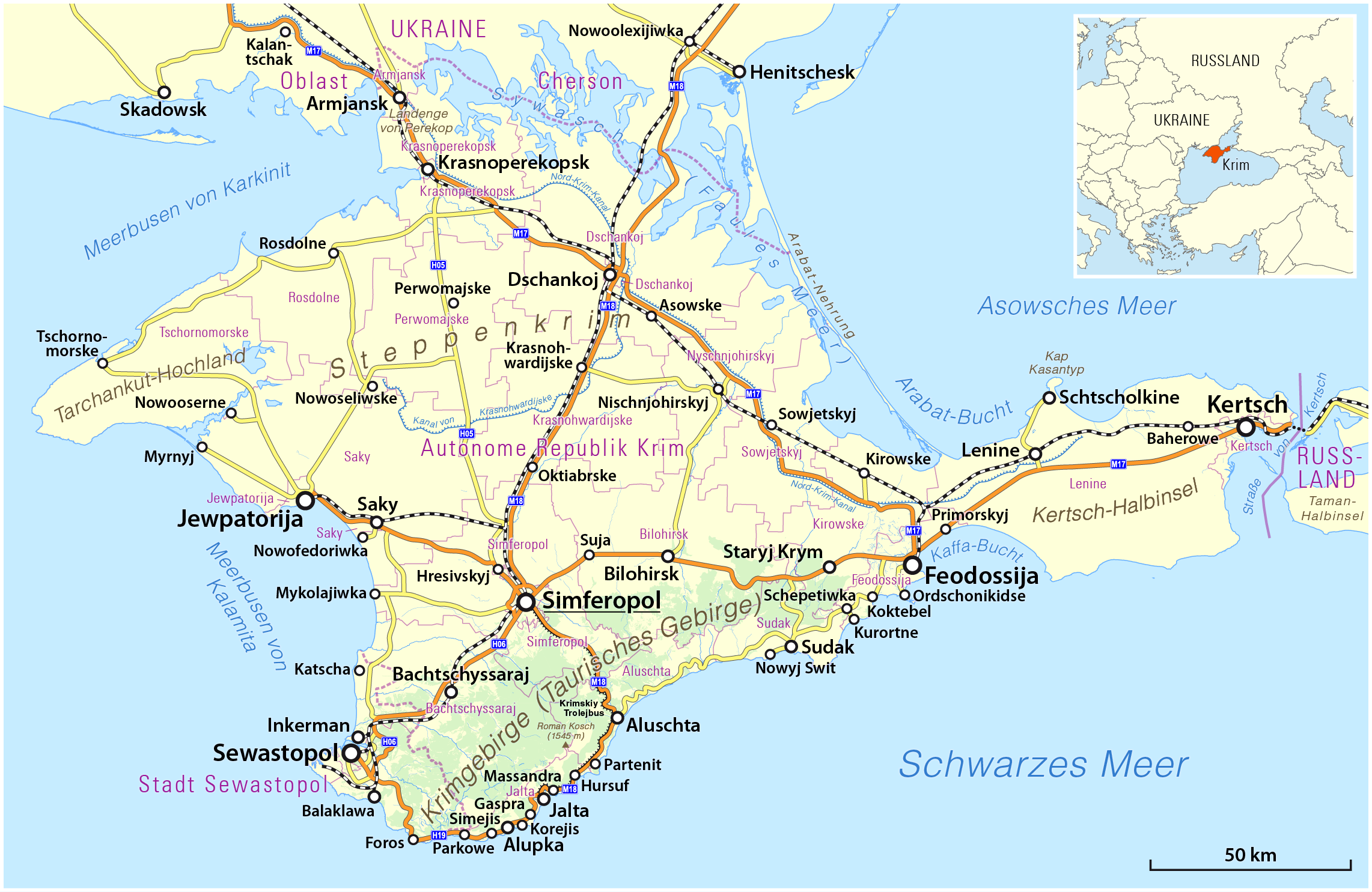
Karte der Krim mit Sudak

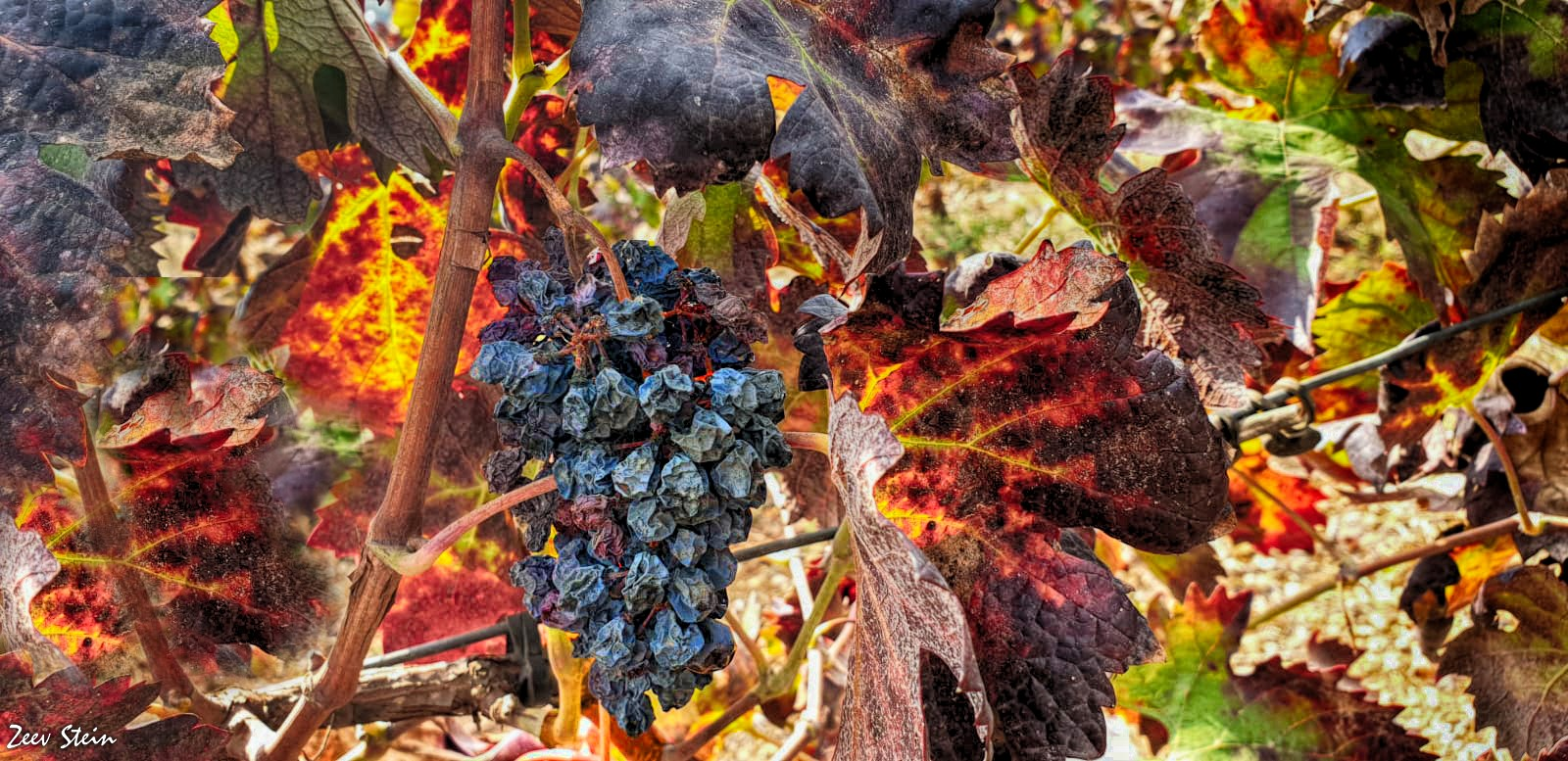
Vitis vinifera als Rosinentraube

Dschewat Kara (ukrainisch Джеват Кара, englisch Dzhevat Kara; russisch Джеват Кара) ist eine alte ertragreiche autochthone Rotweinrebe aus der südlichen Sudak-Region der Halbinsel Krim, ist spät reifend und wird für die Herstellung von Dessertweinen und Likörweinen verwendet. Nach morphologischen Merkmalen und biologischen Eigenschaften gehört Dschewat Kara zur ökologischen und geografischen Gruppe der orientalischen Weinreben. Die Weinsorte wächst im Tallagen auf Kies- und Kalkschieferböden und an Weinhängen auf lehmig-kiesigen Böden.

## Ampelografische Sortenmerkmale

### Anbau
Dschewat Kara hat keine sortenreine Pflanzungen und kommt als Bestäuber in einer Mischpflanzung für die Sorten Kefessija und Ekim Kara vor, da sie im Gegensatz zu diesen einen zweigeschlechtlichen Blütentyp hat. Die Sorte verträgt einen erhöhten Gehalt an wasserlöslichen Salzen im Boden und ist resistent gegen Trockenheit.
Zu Beginn des 19. Jahrhunderts wurde Dschewat Kara von der Krim, aus der Region um das Dorf Kozy (Koos,Кози,Qoz,Къoz), heute Sonnental (44° 52′ 27″ N, 35° 6′ 16″ O; ukrainisch сонячна долина, russisch солнечная долина), auch an den Don verbreitet, wo die Rebe wegen ihres hohen Ertrags den lokalen Namen Bulanyi (VIVIC 1806) erhielt. Auf der Krim ist die Rebe weit verbreitet.
Der Weinstock ist Frostbeständig bis −18 Grad Celsius und der Rebschnitt in den Wintermonaten erfolgt kurz.

### Die Sortenmerkmale
Die Blätter sind meist groß und mittelgroß, rundlich, 3- und 5-lappig, mäßig zergliedert. An der Blattunterseite ist die Behaarung recht dick und spinnennetzartig. Die Blattstielmulde ist mit stark überlappenden Lamellen und einem schmalen elliptischen Lumen (Öffnung), selten fast ohne Lumen, mit spitzem Boden geschlossen.
Die Blüte ist zweigeschlechtig.
Die Traube ist mittelgroß, kegelförmig, verzweigt, selten zylindrisch, mitteldick, manchmal dicht und wiegt 200 bis 400 Gramm.
Die Beere ist mittelgroß, rund, dunkelblau und hat einen dicken wachsartigen Überzug. Die Haut ist dick, rau, pelzig, nicht haltbar und enthält viele färbende Substanzen. Das Beerengewicht beträgt 2 bis 3 Gramm und das Fruchtfleisch ist saftig und hat einen einfachen, leicht süßlichen Geschmack. Der Saft ist farblos und der Zuckergehalt beträgt 19 bis 20 Gramm pro 100 cm3 und der Säuregehalt 3,5 bis 4,8 Prozent pro dm3.

## Wachstumsphase

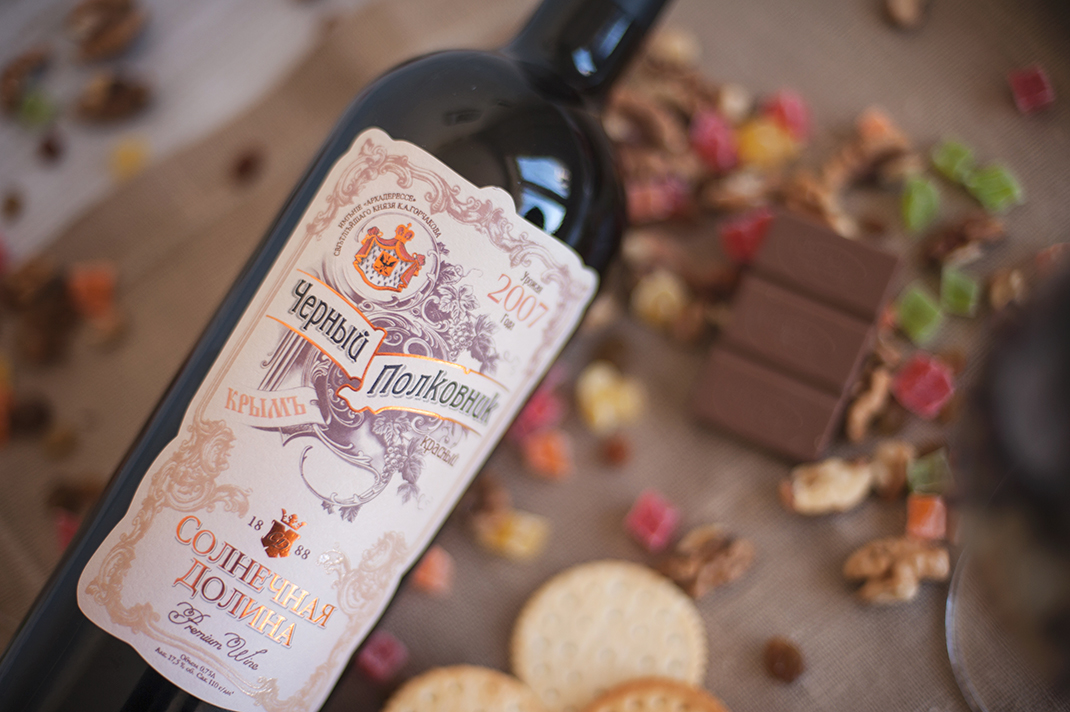
Черный полковник – Schwarzer Oberst (Verschnitt mit Dschewat Kara, Ekim Kara, Kefessija)

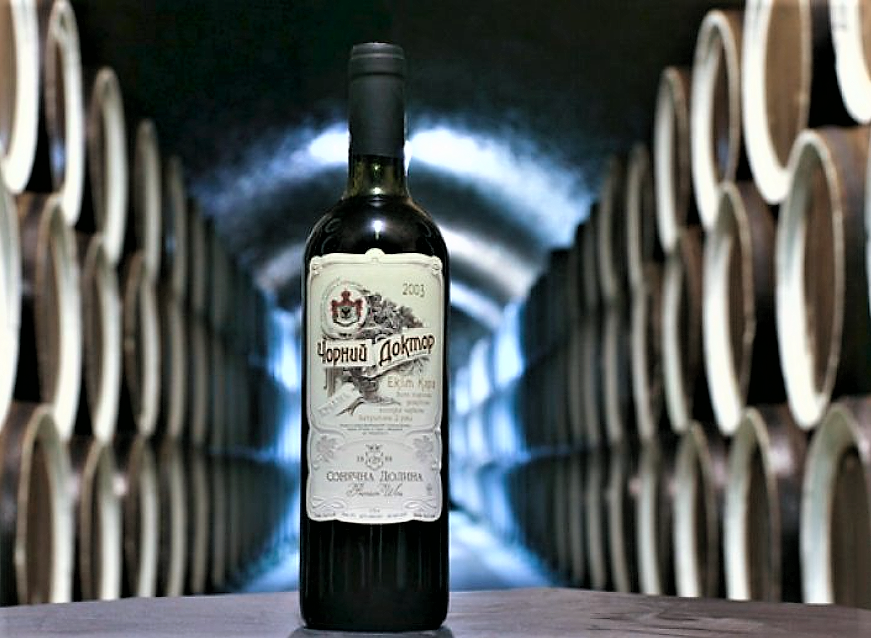
Чорний доктор Екім-Кара – Schwarzer Doktor Jahrgang 2003 (Verschnitt mit Dschewat Kara, Ekim Kara, Kefessija)

Die Reben zeichnen sich durch eine kräftige Entwicklung aus, einjährige Triebe erreichen eine Länge von mehr als 2 Metern. Die Reifezeit des Weines beträgt 140 bis 160 Tage.
Der Ertrag ist hoch und stabil, im Durchschnitt 3,3 bis 4 Kilogramm pro Weinstock. In der Zeit der Vollreife der Beeren erreicht der Zuckergehalt 19 bis 22 Prozent bei einem titrierbaren Säuregehalt von 5,5 bis 6,3 Prozent.
Dschewat Kara ist anfällig für Echten Mehltau (Oidium) und resistent gegen den Traubenwickler (Weinmotte). Die Weinstock hat eine durchschnittliche Resistenz gegen Pilzkrankheiten.

## Weinherstellung
Zumeist wird Dschewat Kara im Verschnitt (Cuvée) mit den Sorten Ekim Kara und Kefessija in gespriteten Likörweinen verwendet, zum Beispiel im Markenwein wie Schwarzer Doktor und Schwarzer Oberst von Solnechnaya Dolina (und gleichnamiger Wein) oder in Produkten des bekannten Staatsweingutes Massandra.
- Anklingende Noten von Schokolade, Gewürzen und Pflaumenaroma